# Noise Pollution
Albums de Uncommonmenfrommars
Kill The Fuse Live On Earth
Noise Pollution est le deuxième album studio du groupe de skate punk mélodique français Uncommonmenfrommars. 
Enregistré aux Motor Studios de Ryan Greene (en), à San Francisco, et sorti en 2004, ce disque apparaît comme déjà moins rapide et plus posé que son prédécesseur, le survolté Vote For Me (2001). En effet, l'ambiance « ado attardé » de Vote For Me laisse ici place à des chansons plus sombres, voire presque plus émotives. C'est avec cet album que le groupe se voit enfin exposer, en termes de ventes et de concerts, à l'étranger. Mais leur major, Wagram, traînera des pieds, ne proposant Noise Pollution au Japon et en Allemagne qu'un an après sa sortie en France et refusant de financer le moindre concert du groupe hors des frontières françaises. Le combo devra organiser ses tournées internationales (dont une en Australie en première partie des parisiens Jetsex) lui-même. Le titre de l'album est un hommage à AC/DC : c'est une référence à la chanson Rock'N Roll Ain't Noise Pollution.

## Composition du groupe
- Trint Eastwood : chant et guitare
- Lemon Ed : chant et guitare
- Jim Spencer Blues Explosion : basse et chœurs
- Daff Lepard : batterie et chœurs

## Liste des chansons de l'album
1. Noise Pollution - 3:34
2. You Failed Me - 3:52
3. Dinosaur - 4:07
4. Snooze Button - 4:08
5. Money And Success - 2:31
6. You Can Be Evil - 3:50
7. You Lie - 3:04
8. Who Do You Think You Are? - 3:10
9. Dark Sunday - 3:23
10. Firecracker - 4:51
11. System's After You - 3:12
12. I Hate My Job - 3:05
13. Involuntary Solitary - 3:16

## En plus
Ce disque contient une plage CD-Rom/multimédia sur laquelle figurent le clip de You Can Be Evil et, comme sur Vote For Me, les aventures des Uncos en studio et dans Frisco pendant l'enregistrement de l'album.